# València (química)
|  | Aquest article tracta sobre la valència d'un element químic. Vegeu-ne altres significats a «València (desambiguació)». |

En química, la valència d'un element és la mesura de la seva capacitat de combinació amb altres àtoms quan forma compostos químics o molècules.

## Descripció
La capacitat de combinació o afinitat d'un àtom d'un element determinat està determinada pel nombre d'àtoms d'hidrogen amb què es combina. En metà (CH₄), el carboni té una valència de 4; en l'amoníac (NH₃), el nitrogen té una valència de 3; a l'aigua (H₂O), l'oxigen té una valència de 2; i en el clorur d'hidrogen (ClH), el clor té una valència d'1. El clor, com que té una valència 1, es pot substituir per l'hidrogen. El fòsfor té una valència de 5 en el pentaclorur de fòsfor (PCl₅). Els diagrames de valència d'un compost representen la connectivitat dels elements, amb línies dibuixades entre dos elements, de vegades anomenades enllaços, que representen una valència saturada per a cada element. Les dues taules següents mostren alguns exemples de diferents compostos, els seus diagrames de valència i les valències de cada element del compost.
| Compost   | H₂ Hidrogen   | CH₄ Metà                   | C₃H₈ Propà                 | C₂H₂ Acetilè               | NH₃ Amoníac                 |
| Diagrama  |               |                            |                            |                            |                             |
| Valències | - Hidrogen: 1 | - Carboni: 4 - Hidrogen: 1 | - Carboni: 4 - Hidrogen: 1 | - Carboni: 4 - Hidrogen: 1 | - Nitrogen: 3 - Hidrogen: 1 |

| Compost   | NaCN Cianur de sodi                  | H₂S Àcid sulfhídric      | H₂SO₄ Àcid sulfúric                  | Cl₂O₇ Heptaòxid de diclor | XeO₄ Tetraòxid de xenó |
| Diagrama  |                                      |                          |                                      |                           |                        |
| Valències | - Sodi: 1 - Carboni: 4 - Nitrogen: 3 | - Sofre: 2 - Hidrogen: 1 | - Sofre: 6 - Oxigen: 2 - Hidrogen: 1 | - Clor: 7 - Oxigen: 2     | - Xenó: 8 - Oxigen: 2  |

## Definicions modernes
La IUPAC defineix valència com:
El nombre màxim d'àtoms univalents (originalment àtoms d'hidrogen o de clor) que es poden combinar amb un àtom de l'element considerat, o amb un fragment, o per als quals es pot substituir un àtom d'aquest element..
Una descripció moderna alternativa és:
El nombre d'àtoms d'hidrogen que es poden combinar amb un element d'un hidrur binari o el doble del nombre d'àtoms d'oxigen que es combinen amb un element del seu òxid o òxids.
Aquesta definició difereix de la definició de la IUPAC, ja que es pot dir que un element té més d'una valència.
Una definició moderna molt similar donada en un article recent defineix la valència d'un àtom en particular en una molècula com «el nombre d'electrons que fa servir un àtom en l'enllaç», amb dues fórmules equivalents per calcular la valència.:
valència = nombre d'electrons a la capa de valència de l'àtom lliure - nombre d'electrons no enllaçats a l'àtom de la molècula,
i
valència = nombre d'enllaços + càrrega formal.

## Desenvolupament històric
L'etimologia de les paraula «valència» (en plural, «valències») es remunta al 1425, que significa «extracte, preparació», provinent de la paraula llatina valentia «força, capacitat», que deriva de la paralula llatina valōrem «valència, valor», i en química el significat que fa referència al «poder de combinar d'un element» es registra a partir del 1884 amb la paraula alemanya Valenz.

El concepte de valència es va desenvolupar a la segona meitat del segle xix i va ajudar a explicar amb èxit l'estructura molecular dels compostos inorgànics i orgànics. La recerca de les causes subjacents de la valència va conduir a les teories modernes de l'enllaç químic, incloent l'àtom cúbic (1902), les estructures de Lewis (1916), la teoria de l'enllaç de valència (1927), els orbitals moleculars (1928), la teoria de repulsió de parells electrònics de la capa de valència (1958), i tots els mètodes avançats de la química quàntica.

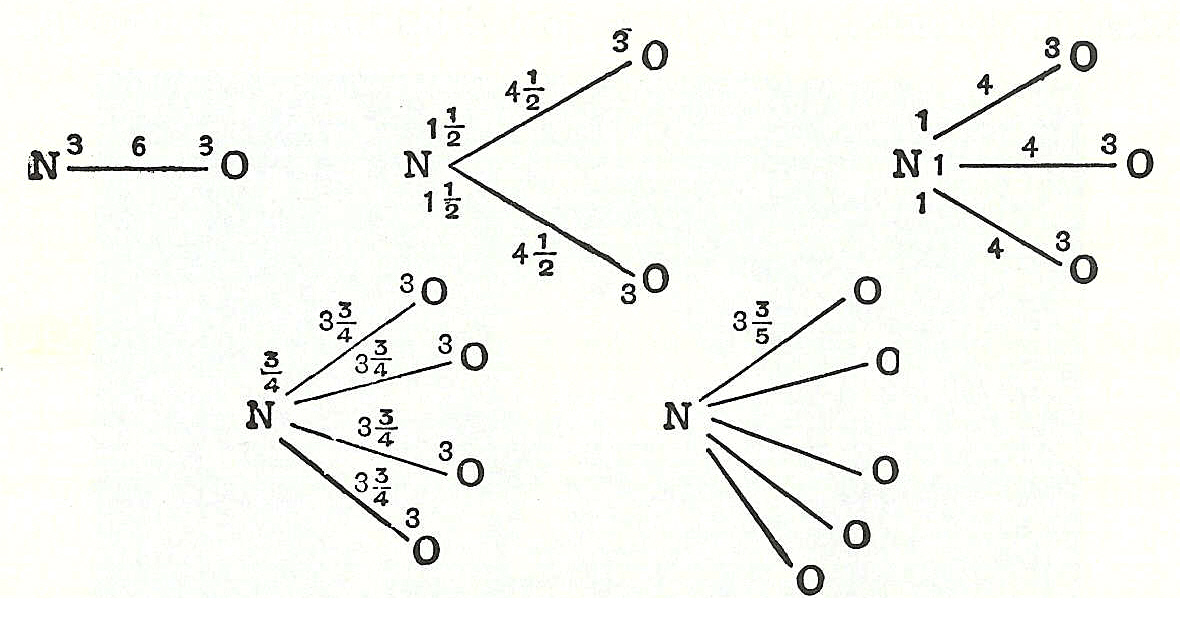
Combinacions de partícules últimes de William Higgins (1789)

El 1789, el químic irlandès William Higgins va publicar opinions sobre el que va anomenar «combinacions de partícules últimes», que prefiguraven el concepte d'enllaços de valència. Si, per exemple, segons Higgins, la força entre la partícula d'oxigen i la partícula de nitrogen fos 6, llavors el valor de la força es dividiria en conseqüència, i de la mateixa manera per a les altres combinacions de partícules (vegeu il·lustració de la dreta) .
Però l'inici exacte de la teoria de les valències químiques es pot remuntar a un article de 1852 d'Edward Frankland, en el qual combinava la teoria radical més antiga amb pensaments sobre l'afinitat química per demostrar que certs elements tenen la tendència a combinar-se amb altres elements formen compostos que contenen 3, és a dir, en els grups de 3 àtoms (per exemple, NO₃, NH₃, NI₃, etc.) o 5, és a dir, en els grups de 5 àtoms (per exemple, NO₅, NH₄O, PO₅, etc.), equivalents dels elements annexos. Segons ell, aquesta és la manera en què es satisfan millor les seves afinitats, i seguint aquests exemples i postulats, declara com d'obvi que
| « | Una tendència o llei preval (aquí) i que, sense importar quins siguin els caràcters dels àtoms que s'uneixen, el «poder de combinació» de l'element d'atracció, si se'm permet el terme, sempre es compleix amb el mateix nombre d'aquests àtoms. | » |

Aquest «poder de combinació» es va anomenar després «quantivalència» o «valència». El 1857 August Kekulé va proposar valències fixes per a molts elements, com ara 4 per al carboni, i les va utilitzar per proposar fórmules estructurals per a moltes molècules orgàniques, que encara s'accepten avui dia.
La majoria dels químics del segle xix van definir la valència d'un element com el nombre dels seus enllaços sense distingir diferents tipus de valència o d'enllaç. No obstant això, el 1893 Alfred Werner va descriure complexos de coordinació de metalls de transició com el [Co(NH₃)₆]Cl₃, en els quals va distingir les valències «principals» i «subsidiàries» (en alemany: Hauptvalenz i Nebenvalenz), corresponents als conceptes moderns d'estat d'oxidació i el nombre de coordinació respectivament.
Per als elements del grup principal, el 1904 Richard Abegg va considerar les valències positives i negatives (estats d'oxidació màxims i mínims) i va proposar la regla d'Abegg de manera que la seva diferència sovint és de 8.

### Electrons i valències
El model de Rutherford de l'àtom nuclear (1911) va demostrar que l'exterior d'un àtom està ocupat per electrons, la qual cosa suggereix que els electrons són els responsables de la interacció dels àtoms i de la formació d'enllaços químics. El 1916, Gilbert N. Lewis va explicar la valència i l'enllaç químic en termes de la tendència dels àtoms (del grup principal) a aconseguir un octet estable de 8 electrons de capa de valència. Segons Lewis, l'enllaç covalent condueix a octets mitjançant la compartició d'electrons, i l'enllaç iònic condueix a octets mitjançant la transferència d'electrons d'un àtom a l'altre. El terme «covalència» s'atribueix a Irving Langmuir, qui va afirmar el 1919 que «el nombre de parells d'electrons que un àtom donat comparteix amb els àtoms adjacents s'anomena covalència d'aquest àtom». El prefix co- significa «junts», de manera que un enllaç covalent significa que els àtoms comparteixen una valència. Després d'això, ara és més habitual parlar d'enllaços covalents més que de valència, que ha caigut en desús en treballs de nivell superior a causa dels avenços en la teoria de l'enllaç químic, però encara s'utilitza àmpliament en estudis elementals, on proporciona una introducció heurística al tema.
A la dècada del 1930, Linus Pauling va proposar que també hi ha enllaços covalents polars, que són intermedis entre covalent i iònic, i que el grau de caràcter iònic depèn de la diferència d'electronegativitat dels dos àtoms enllaçats.
Pauling també va considerar les molècules hipervalents, en les quals els elements del grup principal tenen valències aparents superiors al màxim de 4 que permet la regla de l'octet. Per exemple, a la molècula d'hexafluorur de sofre (SF₆), Pauling va considerar que el sofre forma 6 veritables enllaços de dos electrons mitjançant orbitals atòmics híbrids sp³d2, que combinen un orbital s, tres p i dos d. No obstant això, més recentment, els càlculs de mecànica quàntica sobre aquesta i molècules similars han demostrat que el paper dels orbitals d en l'enllaç és mínim, i que la molècula SF₆ s'hauria de descriure com a 6 enllaços covalents polars (en part iònics) fets de només quatre orbitals sobre sofre (una s i tres p; sp³) d'acord amb la regla de l'octet, juntament amb sis orbitals dels fluors. Càlculs similars sobre molècules de metalls de transició mostren que el paper dels orbitals p és menor, de manera que un s i cinc orbitals d (sd⁵) metall són suficients per descriure l'enllaç.

## Valències comunes
Per als elements dels grups principals de la taula periòdica, la valència pot variar entre 1 i 7.
| Grup      | València 1 | València 2 | València 3       | València 4 | València 5 | València 6 | València 7 | València 8 | Valències típiques |
| --------- | ---------- | ---------- | ---------------- | ---------- | ---------- | ---------- | ---------- | ---------- | ------------------ |
| 1 (I)     | NaCl       |            |                  |            |            |            |            |            | 1                  |
| 2 (II)    |            | MgCl₂      |                  |            |            |            |            |            | 2                  |
| 13 (III)  |            |            | BCl₃ AlCl₃ Al₂O₃ |            |            |            |            |            | 3                  |
| 14 (IV)   |            | CO         |                  | CH₄        |            |            |            |            | 4                  |
| 15 (V)    |            | NO         | NH₃ PH₃ As₂O₃    | NO₂        | N₂O₅ PCl₅  |            |            |            | 3 i 5              |
| 16 (VI)   |            | H₂O H₂S    |                  | SO₂        |            | SO₃        |            |            | 2 i 6              |
| 17 (VII)  | HCl        |            | HClO₂            | ClO₂       | HClO₃      |            | Cl₂O₇      |            | 1 i 7              |
| 18 (VIII) |            |            |                  |            |            |            |            | XeO₄       | 8                  |

Molts elements tenen una valència comuna relacionada amb la seva posició a la taula periòdica, i avui dia això es racionalitza per la regla de l'octet.
Els prefixos de numeració grec/llatí (mono-/uni-, di-/bi-, tri-/ter-, etc.) s'utilitzen per descriure ions en els estats de càrrega 1, 2, 3, i així successivament, respectivament. La polivalència o multivalència es refereix a espècies que no estan restringides a un nombre específic d'enllaços de valència. Les espècies amb una sola càrrega són univalents (monovalents); per exemple, el catió Cs+ és un catió univalent o monovalent, mentre que el catió Ca2+ és un catió divalent o bivalent, i el catió Fe3+ és un catió trivalent o tervalent. A diferència de Cs i Ca, Fe també pot existir en altres estats de càrrega, especialment 2+ i 4+ i, per tant, es coneix com un ió multivalent (polivalent). Els metalls de transició i els metalls a la dreta solen ser multivalents, però no hi ha cap patró senzill que predigui la seva valència.
| València                    | Adjectiu més comú‡ | Adjectiu sinònim menys comú‡§ |
| --------------------------- | ------------------ | ----------------------------- |
| 0                           | zerovalent         | nonvalent                     |
| 1                           | monovalent         | univalent                     |
| 2                           | divalent           | bivalent                      |
| 3                           | trivalent          | tervalent                     |
| 4                           | tetravalent        | quadrivalent                  |
| 5                           | pentavalent        | quinquevalent / quinquivalent |
| 6                           | hexavalent         | sexivalent                    |
| 7                           | heptavalent        | septivalent                   |
| 8                           | octavalent         | —                             |
| 9                           | nonavalent         | —                             |
| 10                          | decavalent         | —                             |
| múltiple / molts / variable | polivalent         | multivalent                   |
| juntes                      | covalent           | —                             |
| separades                   | no covalent        | —                             |

† Els mateixos adjectius també s'utilitzen en medicina per referir-se a la valència de la vacuna, amb la lleugera diferència que en aquest últim sentit, quadri- és més comú que tetra-.
‡ Com ho demostren els recomptes de visites a la cerca web de Google i els corpus de cerca de Google Books (accedit el 2017).
§ Algunes altres formes es poden trobar en grans corpus (per exemple, *quintavalent, *quintivalent, *decivalent), però no són les formes establertes convencionalment i, per tant, no s'introdueixen als principals diccionaris.

## Valènciaversusestat d'oxidació
A causa de l'ambigüitat del terme «valència», actualment es prefereixen altres notacions. A més del sistema d'estats d'oxidació (també anomenat «nombres d'oxidació») tal com s'utilitza a la nomenclatura Stock per a compostos de coordinació, i la notació lambda, tal com s'utilitza a la nomenclatura IUPAC de química inorgànica, l'estat d'oxidació és una indicació més clara de l'estat electrònic dels àtoms en una molècula.
L'estat d'oxidació d'un àtom en una molècula dona el nombre d'electrons de valència que ha guanyat o perdut. En contrast amb el nombre de valència, l'estat d'oxidació pot ser positiu (per a un àtom electropositiu) o negatiu (per a un àtom electronegatiu).
Els elements en estat d'oxidació alt poden tenir una valència superior a quatre. Per exemple, en els perclorats, el clor té set enllaços de valència; El ruteni, en estat d'oxidació +8 en el tetròxid de ruteni, té vuit enllaços de valència.

### Exemples
| Compost            | Fórmula | València           | Estat d'oxidació      |
| ------------------ | ------- | ------------------ | --------------------- |
| Clorur d'hidrogen  | HCl     | H = 1 Cl = 1       | H = +1 Cl = −1        |
| Àcid perclòric (1) | HClO₄   | H = 1 Cl = 7 O = 2 | H = +1 Cl = +7 O = −2 |
| Hidrur de sodi     | NaH     | Na = 1 H = 1       | Na = +1 H = −1        |
| Òxid ferrós (2)    | FeO     | Fe = 2 O = 2       | Fe = +2 O = −2        |
| Òxid fèrric (2)    | Fe₂O₃   | Fe = 3 O = 2       | Fe = +3 O = −2        |

(1) L'ió perclorat univalent ((ClO−
4) té valència 1.
(2) L'òxid de ferro apareix en una estructura cristal·lina, de manera que no es pot identificar cap molècula típica. En l'òxid ferrós, el Fe té l'estat d'oxidació II; en òxid fèrric, té estat d'oxidació III.
| Compost              | Fórmula | València      | Estat d'oxidació |
| -------------------- | ------- | ------------- | ---------------- |
| Clor                 | Cl₂     | Cl = 1        | Cl = 0           |
| Peròxid d'hidrogen   | H₂O₂    | H = 1 O = 2   | H = +1 O = −1    |
| Acetilè              | C₂H₂    | C = 4 H = 1   | C = −1 H = +1    |
| Clorur de mercuri(I) | Hg₂Cl₂  | Hg = 2 Cl = 1 | Hg = +1 Cl = −1  |

Les valències també poden ser diferents dels valors absoluts dels estats d'oxidació a causa de la diferent polaritat dels enllaços. Per exemple, en el diclorometà, CH₂Cl₂, el carboni té valència 4 però el seu estat d'oxidació és 0.

## Definició de«nombre màxim d'enllaços»
Frankland va considerar que la valència (va utilitzar el terme «atomicitat») d'un element era un valor únic que corresponia al valor màxim observat. El nombre de valències no utilitzades als àtoms del que ara s'anomenen elements del bloc p és generalment parell, i Frankland va suggerir que les valències no utilitzades es saturaven mútuament. Per exemple, el nitrogen té una valència màxima de 5, en formar amoníac es deixen sense unir dues valències; el sofre té una valència màxima de 6, en formar sulfur d'hidrogen es deixen quatre valències sense unir. La Unió Internacional de Química Pura i Aplicada (International Union of Pure and Applied Chemistry, IUPAC) ha fet diversos intents per arribar a una definició inequívoca de valència. La versió actual, adoptada el 1994 és:
El nombre màxim d'àtoms univalents (originalment àtoms d'hidrogen o de clor) que es poden combinar amb un àtom de l'element considerat, o amb un fragment, o pels quals es pot substituir un àtom d'aquest element..
L'hidrogen i el clor es van utilitzar originalment com a exemples d'àtoms univalents, a causa de la seva naturalesa de formar només un únic enllaç. L'hidrogen només té un electró de valència i només pot formar un enllaç amb un àtom que té una capa externa incompleta. El clor té set electrons de valència i només pot formar un enllaç amb un àtom que dona un electró de valència per completar la capa externa del clor. Tanmateix, el clor també pot tenir estats d'oxidació de +1 a +7 i pot formar més d'un enllaç donant electrons de valència.
L'hidrogen només té un electró de valència, però pot formar enllaços amb més d'un àtom. En l'ió bifluorur ([HF
2]−
), per exemple, forma un enllaç de tres centres y quatre electrons (enllaç 3c-4e) amb dos àtoms de fluor:
[ F–H F– ↔ F– H–F ]
Un altre exemple és l'enllaç de tres centres i dos electrons (enllaç 3c-2e) en el diborà (B₂H₆).

## Valències màximes dels elements
Les valències màximes dels elements es basen en les dades de la llista d'estats d'oxidació dels elements.